# Wojkowice
Pour l’article homonyme, voir Wojkowice (Basse-Silésie).
Wojkowice est une ville polonaise de la voïvodie de Silésie et du powiat de Będzin. Elle s'étend sur 12,77 km2 et comptait 9 311 habitants en 2008.

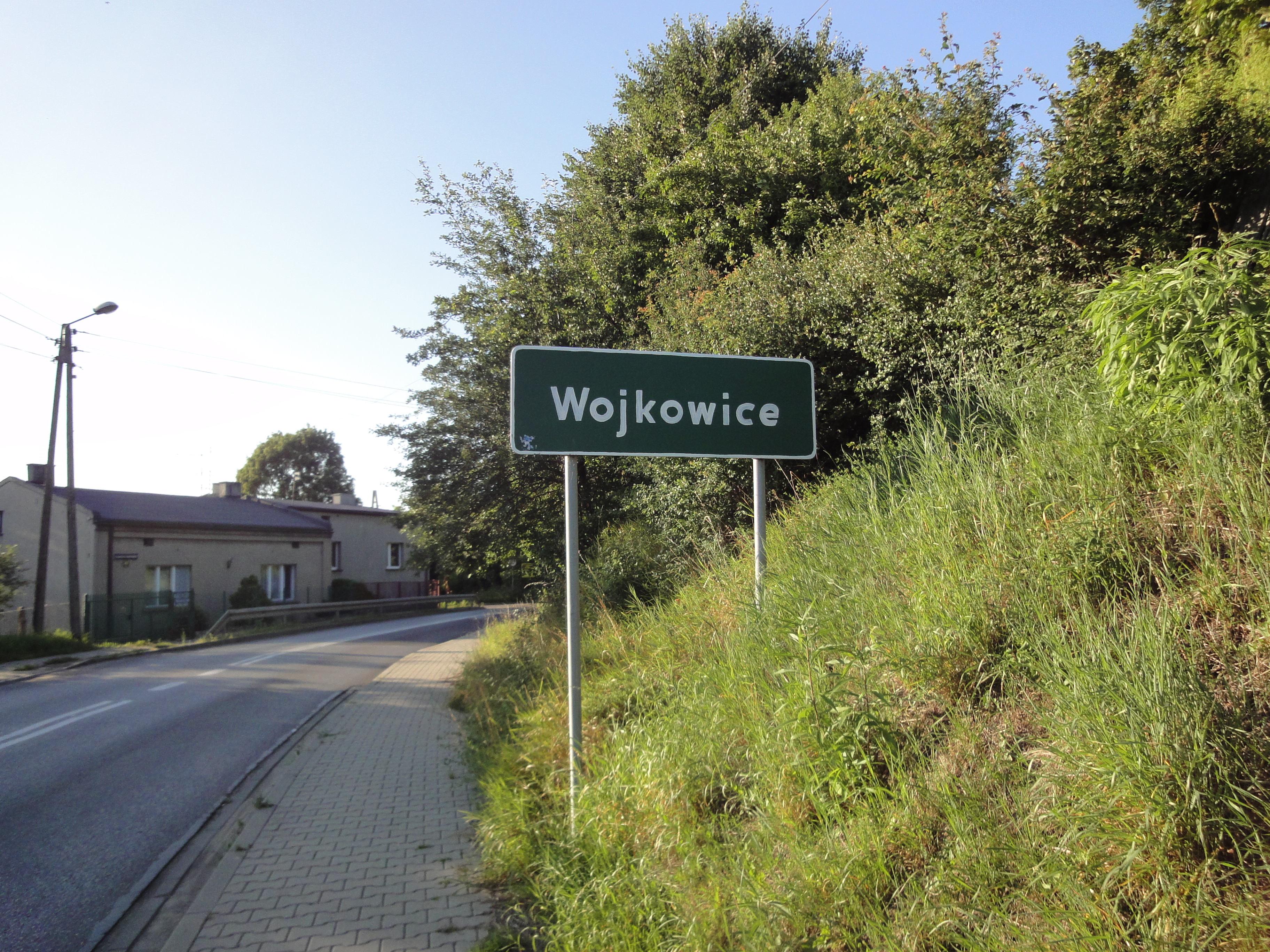